# Nephelaphyllum aureum
Nephelaphyllum aureum är en orkidéart som beskrevs av Jeffrey James Wood. Nephelaphyllum aureum ingår i släktet Nephelaphyllum och familjen orkidéer. Inga underarter finns listade i Catalogue of Life.